# Brad Wright

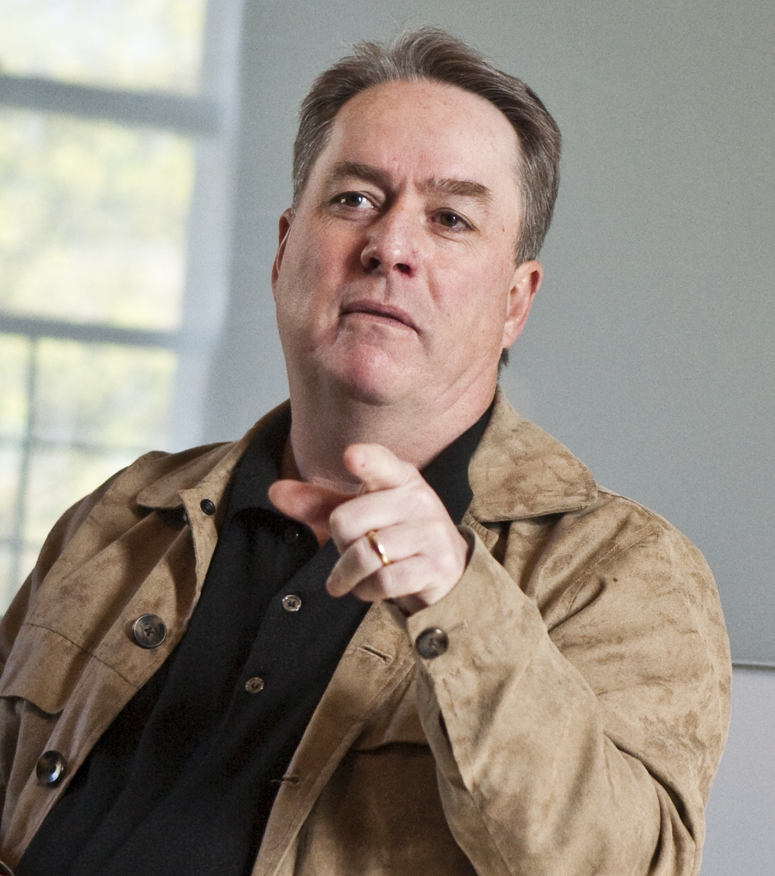
Wright im August 2008

Brad Wright (* 2. Mai 1961 in Toronto) ist ein kanadischer Drehbuchautor und Fernsehproduzent mehrerer Fernsehserien. Größte Bekanntheit erreichte er mit Stargate – Kommando SG-1, Stargate Atlantis und Stargate Universe.
In der Serie Stargate SG-1 hatte Wright zwei Cameo-Auftritte. So war er zunächst in der einhundertsten Episode zu sehen, später trat er auch in der 200. Episode auf.

## Filmografie
Drehbuchautor
- Neon Rider
- Adventures of the Black Stallion
- The Odyssey
- Highlander (Fernsehserie)
- Madison
- Outer Limits – Die unbekannte Dimension (The Outer Limits)
- Poltergeist – Die unheimliche Macht (Poltergeist: The Legacy)
- Stargate – Kommando SG-1 (Stargate SG-1)
- Stargate Atlantis
- Stargate Universe

Produzent
- Neon Rider
- Outer Limits – Die unbekannte Dimension (The Outer Limits)
- Stargate – Kommando SG-1 (Stargate SG-1)
- Stargate Atlantis
- Stargate Universe
- Travelers – Die Reisenden